# 马少斌
马少斌（1970年1月—），湖北武汉人，回族，中国共产党党员。中华人民共和国政治人物、第十三届全国人民代表大会湖北省代表。

## 生平
2018年，马少斌被选为湖北省出席第十三届全国人民代表大会代表。